# Geologia regionalna
Geologia regionalna – dział geologii zajmujący się wiedzą o ogólnych rysach budowy geologicznej znacznych regionów Ziemi przedstawiana na tle ich ogólnej historii geologicznej.